# Henry Bibby
Charles Henry Bibby (Franklinton, Carolina del Norte, 24 de noviembre de 1949) es un exjugador y exentrenador de baloncesto estadounidense que jugó durante nueve temporadas en la NBA y una más en la CBA. Con 1,85 metros de estatura, lo hacía en la posición de base. Es uno de los únicos cinco jugadores que han conseguido ganar consecutivamente el campeonato de la NCAA y de la NBA. Los otros cuatro son Bill Russell (San Francisco 1956, Boston Celtics 1957), Billy Thompson (Louisville 1986, Los Angeles Lakers 1987),  Magic Johnson (Michigan State 1979, Los Angeles Lakers 1980) y Christian Braun (Kansas 2022 y Denver Nuggets 2023).  Es el padre del también jugador de baloncesto Mike Bibby.

## Trayectoria deportiva

### Universidad
Jugó durante cuatro temporadas con los Bruins de la Universidad de California en Los Ángeles (UCLA), en las que promedió 14,4 puntos y 3,5 rebotes por partido. Fue el base titular del equipo que dominó la competición universitaria a principios de los años 70, ganando tres títulos consecutivos, en 1970, 1971 y 1972. Durante su estancia en los Bruins ganaron 87 partidos, perdiendo únicamente 3, incluido un récord de 30-0 en su última temporada. Fue incluido en 1972 en el segundo equipo All-American.

### Profesional
Fue elegido en la quincuagésimo octava posición del Draft de la NBA de 1972 por New York Knicks, y también por los Carolina Cougars en el draft de la ABA, fichando por los primeros. En su primera temporada asumió el papel de tercer base del equipo, tras Walt Frazier y Earl Monroe, promediando 4,2 puntos y 1,5 rebotes por partido, y consiguiendo su único título de campeón de la NBA, tras derrotar en las Finales a Los Angeles Lakers por 4-1.
Ya avanzada la temporada 1974-75 fue traspasado a New Orleans Jazz junto con una futura primera ronda del draft a cambio de Jim Barnett y Neal Walk. Allí consiguió más minutos de juego, y en su única temporada completa en el equipo promedió 9,3 puntos y 2,8 asistencias por partido. Al año siguiente fue traspasado a Philadelphia 76ers, donde formó junto a World B. Free la pareja de bases de un equipo liderado por Julius Erving, llegando por segunda vez en su carrera a unas Finales, cayendo en esta ocasión ante Portland Trail Blazers.
Sus mejores números con los Sixers y en toda su carrera profesional los logró en la temporada 1978-79, en la que promedió 12,2 puntos y 4,5 asistencias por partido. La llegada de Maurice Cheeks al equipo, y la posterior de Andrew Toney hicieron que finalmente fuera despedido antes del comienzo de la temporada 1980-81, firmando como agente libre por San Diego Clippers, donde jugaría su última temporada en la NBA.
En 1981 se marcharía a los Lancaster Lightning de la CBA donde actuaría como jugador-entrenador, ganando el título en su última temporada sobre las canchas.

### Entrenador
Tras esa primera temporada en la que ganó el título en 1982, regresó al banquillo de los Lightning, convertidos en los Baltimore Lightning en 1986, dirigiendo al equipo una temporada, pasando los tres veranos siguientes en equipos de la USBL, siendo elegido entrenador del año con el equipo de Springfield Fame en 1986. En la temporada 1987-88 fue ojeador para los Washington Bullets. Las 8 temporadas siguientes las pasaría en la CBA, donde fue elegido entrenador del año en 1989.
En 1995 haría su primera incursión en el baloncesto universitario, dirigiendo a los USC Trojans, permaneciendo 10 temporadas en el cargo. En 2005 ficha como entrenador principal por Los Angeles Sparks de la WNBA, donde dirige 28 partidos antes de ser despedido en el mes de agosto. Al año siguiente recala en los Philadelphia 76ers como entrenador asistente a las órdenes de Maurice Cheeks. En 2009 se une el equipo técnico de los Memphis Grizzlies, con Lionel Hollins como entrenador jefe. Actualmente dirige al equipo Zonkeys de la ciudad de Tijuana BCN, en la liga CIBACOPA en México.

## Estadísticas de su carrera en la NBA

### Temporada regular
| Temporada | Edad | Equipo             | Liga | P   | TIT | MIN  | TC  | TCA  | %TC  | 3P  | 3PA | %3P  | TL  | TLA | %TL  | R.OF. | R.DEF. | REB | ASIS | ROB | TAP | PER | FP  | PTS  |
| 1972-73   | 23   | New York Knicks    | NBA  | 55  |     | 8.6  | 1.4 | 3.7  | .380 |     |     |      | 1.3 | 1.6 | .849 |       |        | 1.5 | 1.2  |     |     |     | 1.2 | 4.2  |
| 1973-74   | 24   | New York Knicks    | NBA  | 66  |     | 14.9 | 3.2 | 7.0  | .452 |     |     |      | 1.1 | 1.3 | .830 | 0.7   | 1.3    | 2.0 | 1.4  | 1.0 | 0.0 |     | 1.9 | 7.5  |
| 1974-75   | 25   | TOTAL              | NBA  | 75  |     | 18.7 | 3.6 | 8.3  | .436 |     |     |      | 1.8 | 2.5 | .725 | 0.6   | 1.2    | 1.8 | 2.4  | 0.7 | 0.0 |     | 2.1 | 9.0  |
| 1974-75   | 25   | New York Knicks    | NBA  | 47  |     | 18.6 | 3.8 | 8.5  | .448 |     |     |      | 1.5 | 2.0 | .719 | 0.6   | 1.2    | 1.9 | 2.2  | 0.6 | 0.1 |     | 2.0 | 9.1  |
| 1974-75   | 25   | New Orleans Jazz   | NBA  | 28  |     | 18.7 | 3.3 | 7.8  | .416 |     |     |      | 2.4 | 3.3 | .731 | 0.6   | 1.1    | 1.8 | 2.7  | 0.9 | 0.0 |     | 2.2 | 8.9  |
| 1975-76   | 26   | New Orleans Jazz   | NBA  | 79  |     | 22.4 | 3.4 | 7.9  | .428 |     |     |      | 2.5 | 3.2 | .797 | 0.7   | 1.5    | 2.3 | 2.8  | 0.8 | 0.0 |     | 2.1 | 9.3  |
| 1976-77   | 27   | Philadelphia 76ers | NBA  | 81  |     | 32.6 | 3.7 | 8.7  | .430 |     |     |      | 2.7 | 3.5 | .784 | 1.1   | 2.3    | 3.4 | 4.4  | 1.3 | 0.1 |     | 2.5 | 10.2 |
| 1977-78   | 28   | Philadelphia 76ers | NBA  | 82  |     | 30.7 | 3.5 | 8.0  | .434 |     |     |      | 2.1 | 2.7 | .781 | 0.8   | 2.3    | 3.1 | 5.7  | 1.1 | 0.1 | 1.9 | 2.5 | 9.1  |
| 1978-79   | 29   | Philadelphia 76ers | NBA  | 82  |     | 31.0 | 4.5 | 10.6 | .423 |     |     |      | 3.2 | 4.1 | .794 | 0.9   | 2.1    | 3.0 | 4.5  | 0.9 | 0.1 | 2.4 | 2.4 | 12.2 |
| 1979-80   | 30   | Philadelphia 76ers | NBA  | 82  |     | 24.8 | 3.1 | 7.6  | .401 | 0.1 | 0.6 | .212 | 2.8 | 3.5 | .790 | 0.8   | 1.7    | 2.5 | 3.7  | 0.8 | 0.1 | 1.8 | 2.0 | 9.0  |
| 1980-81   | 31   | San Diego Clippers | NBA  | 73  |     | 15.2 | 1.6 | 4.2  | .386 | 0.4 | 1.3 | .337 | 0.9 | 1.3 | .684 | 0.3   | 0.7    | 1.0 | 2.7  | 0.6 | 0.0 | 1.0 | 1.2 | 4.6  |
| Total     |      |                    | NBA  | 675 |     | 22.9 | 3.2 | 7.5  | .424 | 0.3 | 0.9 | .293 | 2.1 | 2.7 | .782 | 0.7   | 1.7    | 2.3 | 3.3  | 0.9 | 0.1 | 1.8 | 2.0 | 8.6  |

### Playoffs
| Temporada | Edad | Equipo             | Liga | P  | MIN  | TCA | TC  | 3PA | 3P | TLA | TL  | R.OF. | REB | ASIS | ROB | TAP | PER | FP  | PTS | %TC  | %3P  | %FT  | MIN  | PTS  | REB | AST |
| 1972-73   | 23   | New York Knicks    | NBA  | 6  | 43   | 8   | 18  |     |    | 4   | 8   |       | 2   | 3    |     |     |     | 5   | 20  | .444 |      | .500 | 7.2  | 3.3  | 0.3 | 0.5 |
| 1973-74   | 24   | New York Knicks    | NBA  | 10 | 89   | 16  | 45  |     |    | 10  | 12  | 5     | 10  | 11   | 3   | 0   |     | 15  | 42  | .356 |      | .833 | 8.9  | 4.2  | 1.0 | 1.1 |
| 1976-77   | 27   | Philadelphia 76ers | NBA  | 19 | 691  | 83  | 197 |     |    | 45  | 59  | 28    | 71  | 75   | 24  | 2   |     | 59  | 211 | .421 |      | .763 | 36.4 | 11.1 | 3.7 | 3.9 |
| 1977-78   | 28   | Philadelphia 76ers | NBA  | 10 | 289  | 33  | 82  |     |    | 20  | 22  | 9     | 30  | 48   | 12  | 0   | 22  | 25  | 86  | .402 |      | .909 | 28.9 | 8.6  | 3.0 | 4.8 |
| 1978-79   | 29   | Philadelphia 76ers | NBA  | 9  | 231  | 26  | 67  |     |    | 20  | 30  | 8     | 19  | 42   | 4   | 0   | 22  | 26  | 72  | .388 |      | .667 | 25.7 | 8.0  | 2.1 | 4.7 |
| 1979-80   | 30   | Philadelphia 76ers | NBA  | 18 | 400  | 45  | 124 | 5   | 13 | 40  | 50  | 15    | 44  | 52   | 7   | 0   | 27  | 35  | 135 | .363 | .385 | .800 | 22.2 | 7.5  | 2.4 | 2.9 |
| Total     |      |                    | NBA  | 72 | 1743 | 211 | 533 | 5   | 13 | 139 | 181 | 65    | 176 | 231  | 50  | 2   | 71  | 165 | 566 | .396 | .385 | .768 | 24.2 | 7.9  | 2.4 | 3.2 |